# Barrière de fer

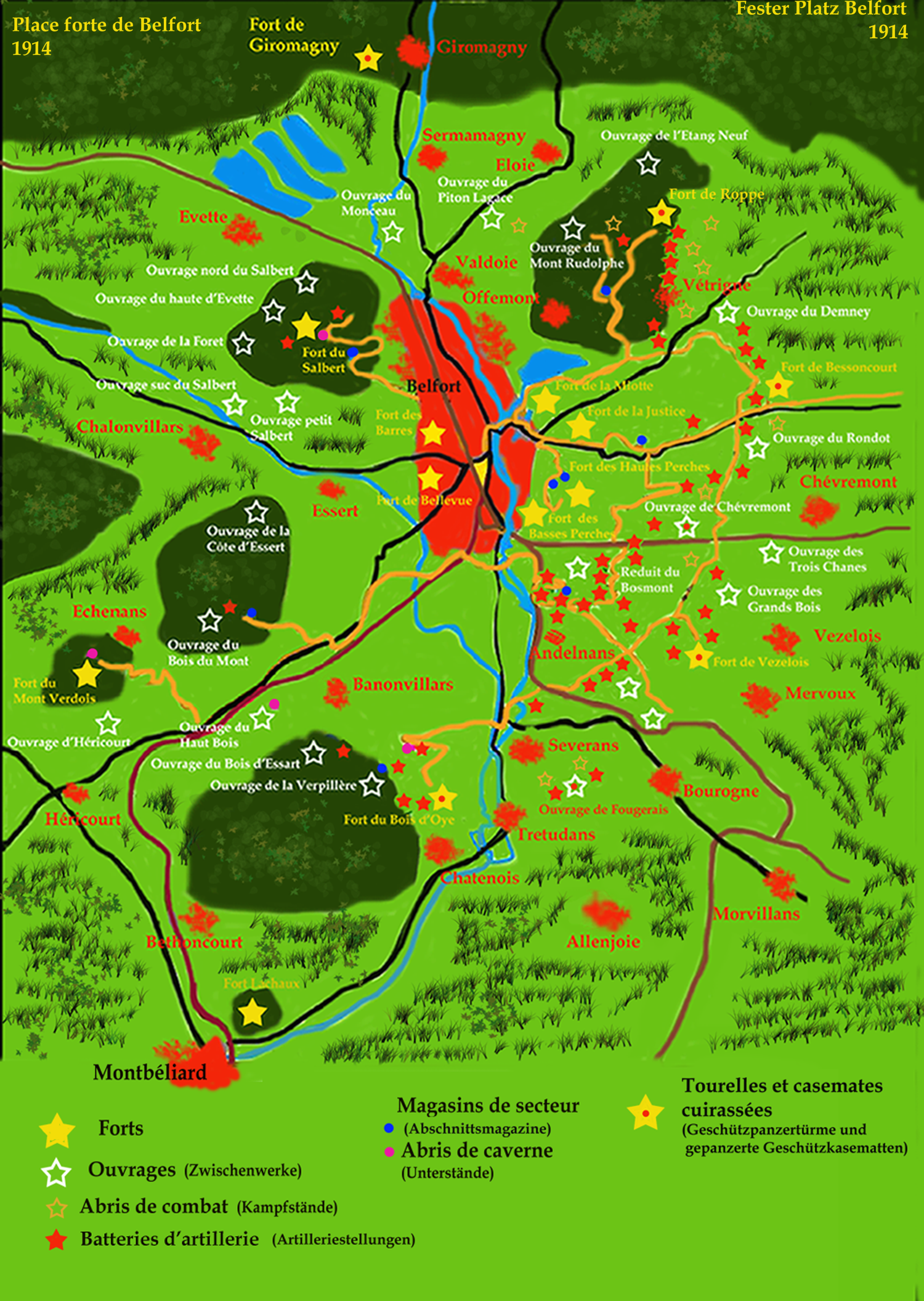
Plan des Festen Platzes Belfort als Teil der Barrière de fer

Die Barrière de fer (deutsch „Eiserne Barriere“), auch als „Système Séré de Rivières“ bezeichnet, ist eine im ausgehenden 19. Jahrhundert errichtete Kette von Festungsringen um verschiedene Städte entlang der damaligen deutsch-französischen Grenze zu Elsaß-Lothringen sowie in den Seealpen nahe Italien.

## Auslöser des Baus
Frankreich hatte lange an der traditionellen Festungsbauweise nach den Vaubanschen Grundsätzen festgehalten. Von 1831 bis 1852 wurden Lyon und von 1840 bis 1846 Paris mit neuartigen Festungsgürteln mit äußeren Forts befestigt, ab 1867 wurden die Festung Metz sowie Festungen in Belfort und Langres ausgebaut. Mit dem Frieden von Frankfurt nach dem Deutsch-Französischen Krieg 1870/71 fielen das Elsass und Teile Lothringens mit den Festungen Metz und Straßburg an das neu gegründete Reichsland Elsaß-Lothringen im Deutschen Reich. Daraufhin errichtete die französische Regierung in den 1870er- und 1880er-Jahren eine neue Linie entlang der nunmehrigen Ostgrenze, unter der Leitung von General Séré de Rivières.
Begünstigt wurden diese Rüstungsanstrengungen durch einen damals in Frankreich weit verbreiteten Revanchismus (fr. revanchisme), eine bis zum Ersten Weltkrieg weit verbreitete nationalistische Strömung, die die Rückeroberung Elsass-Lothringens zum Ziel hatte.

Französische und Deutsche Karten der Befestigungen
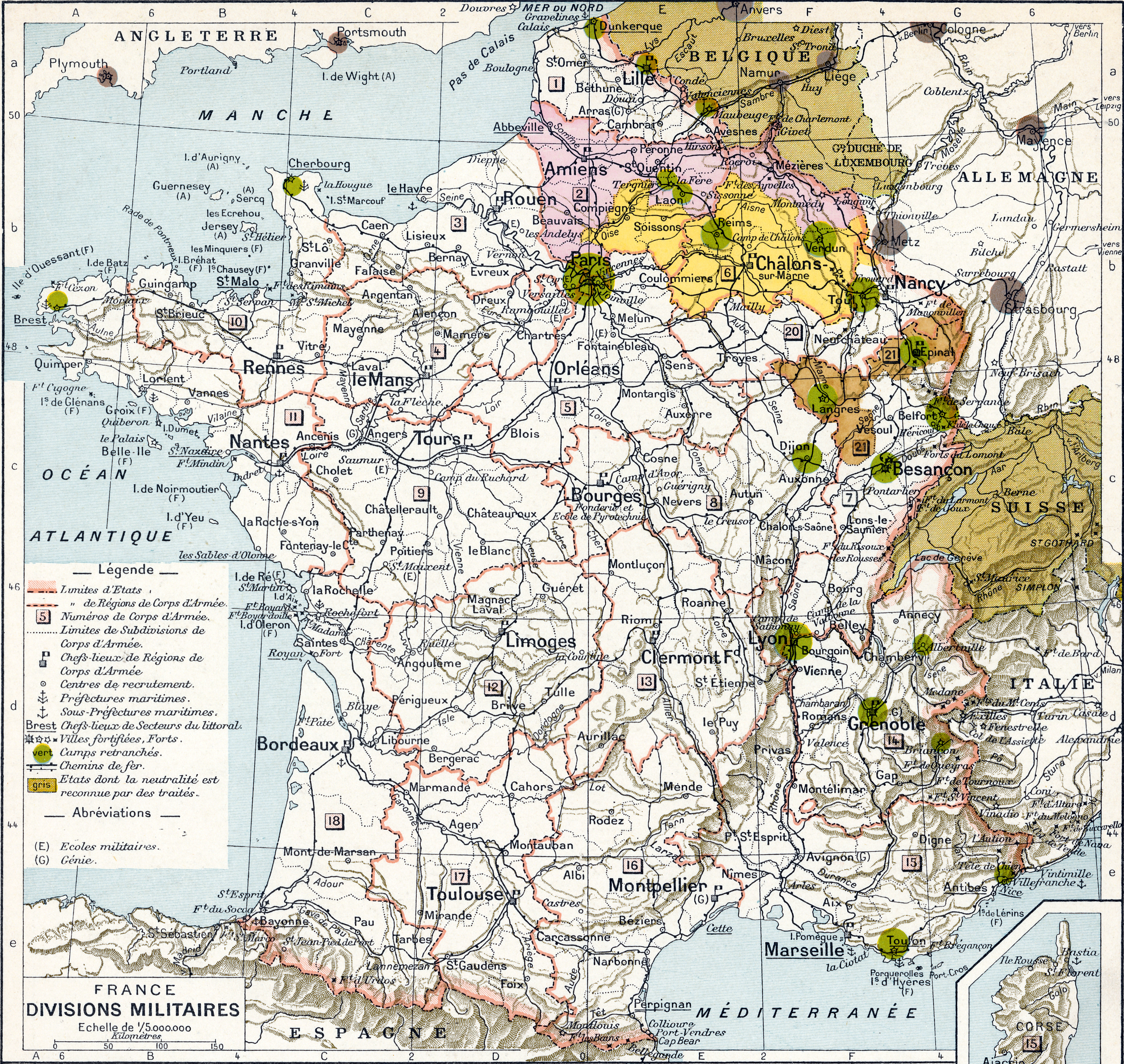
Französische Karte von 1913 mit den Festen Plätzen  (camps retranchés  – places fortes).
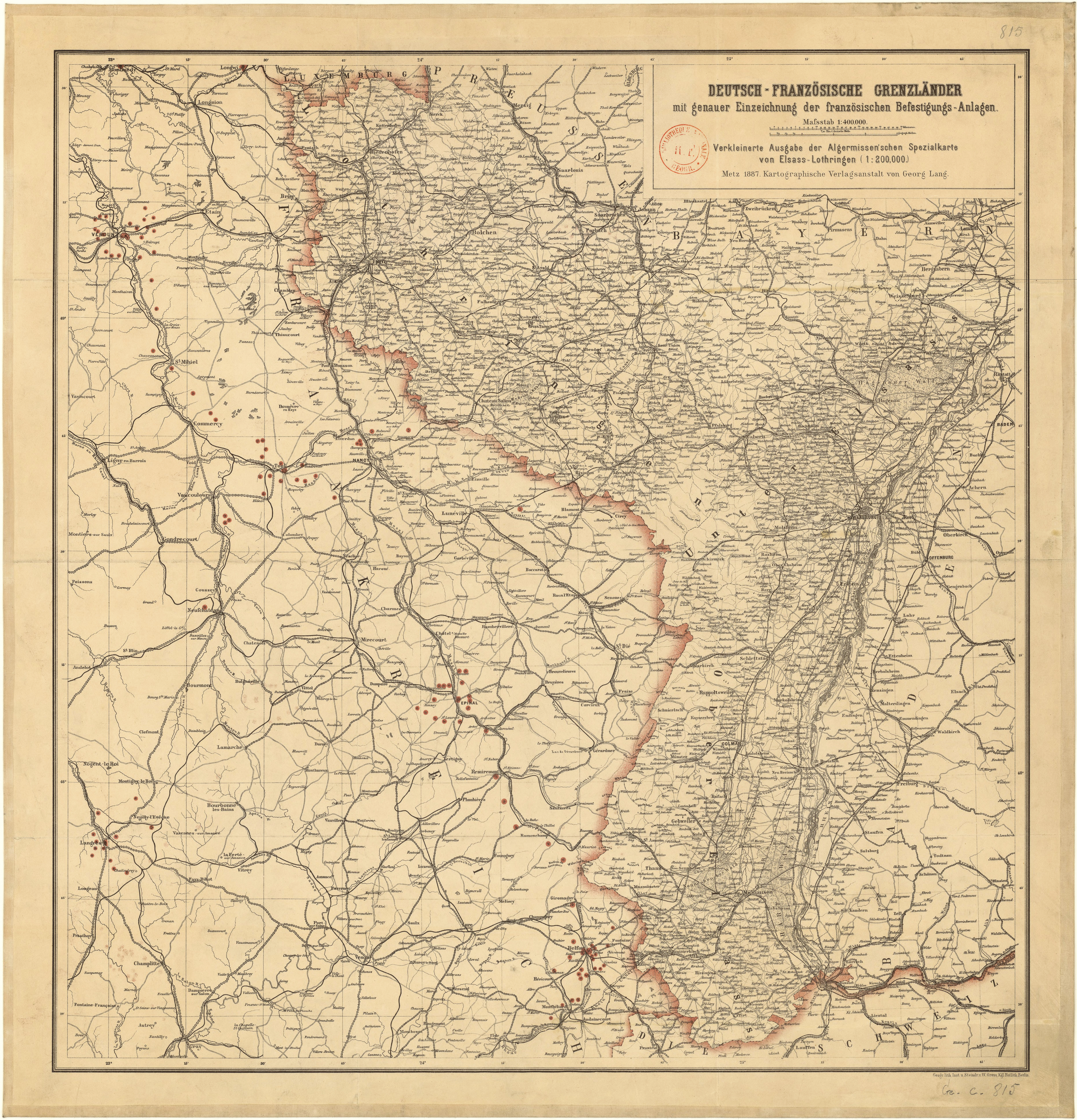
Deutsche Karte von 1887 mit der Einzeichnung der französischen Forts.

Frankreich besaß im Krieg 1870/71 das neue Chassepot-Gewehr und das Mitrailleuse-Maschinengewehr. Sie waren den preußischen Hinterlader-Zündnadelgewehren bezüglich Reichweite und Schussfolge (Kadenz) überlegen. Diese Vorteile kamen aber kaum zum Tragen, weil die stählernen Hinterlader-Geschütze von Alfred Krupp – beispielsweise das damals neueste Modell mit der Typenbezeichnung C/64/67 – der französischen Artillerie weit überlegen waren. Speziell bei der Schlacht bei Sedan am 1. September 1870 zeigte sich, dass ihre hohe Kadenz (bis zu zehn Schuss pro Minute), zusammen mit einer großen Reichweite (maximal 3.450 m) bei guter Treffgenauigkeit, eine verheerende Wirkung hatte. Die französischen Armeen wurden meist umfasst und zu teils überstürzten Rückzügen oder zu Teilkapitulationen gezwungen.
Viele Franzosen glaubten, dass Festungen (von denen aus man mit den oben genannten besseren Waffen einen größeren Bereich als früher beschießen konnte) eine starke Verteidigung seien.
In den 1890er-Jahren kamen neue Brisanzgranaten auf; diese hatten eine sehr viel stärkere Sprengwirkung als die bis dahin verwendete Artilleriemunition. Sie konnten gemauerte Festungswerke Stück für Stück zusammenschießen, wie zum Beispiel 1914 die Belagerung von Maubeuge zeigte, die nach zwei Wochen mit der Kapitulation der Festung endete.

## Beschluss
1873 verließen die letzten deutschen Besatzungstruppen Frankreich. Am 28. Juli 1872 gründete sich das Comité de défense gemäß einem décret présidentiel. Es tagte von 1872 bis 1888. Seine Aufgabe war die „réorganisation défensive“ aller – maritimer wie terrestrischer – Grenzen Frankreichs. Bei seiner Gründung hatte es neun Mitglieder, darunter den Kriegsminister, Repräsentanten der Artillerie und der Genietruppe.
Die durch den Verlust von Festungen im Nordosten entstandene Bresche sollte geschlossen und die alten Plätze, die sich 1870 als überholt erwiesen hatten, modernisiert werden. Zudem sollten neue Plätze gefunden werden, die angesichts neuer Kriegstechniken und vor allem der großen Artillerie-Fortschritte geeignet waren.
General Séré de Rivières, Commandant du génie des 2e corps d’armée de Versailles, war eines der Gründungsmitglieder und wurde 1873 zum Sekretär des Komitees ernannt. Am 1. Februar 1874 wurde er Leiter des Service du génie im Kriegsministerium. Während dieser Jahre war er die treibende Kraft des Komitees und hatte alle notwendige Macht, um seine Ideen genehmigt und realisiert zu bekommen – ohne wirkliche Opposition.

## Verlauf der Linie
Die Reihe der Festungen und Festungsgürtel umfasste
- einen Nordteil – von der Nordsee ausgehend entlang der belgischen Grenze und dem historischen Grenzverlauf zu Lothringen und dem Elsass bis an die Schweizer Grenze in der Gegend von Belfort;
- einen Südteil – ausgehend von der Schweizer Grenze im Jura entlang der italienischen Grenze in den Seealpen bis ans Mittelmeer bei Nizza

## Aufbau der Linie
Grundsätzlich wurden vor allem alte Festungs-, Garnisons- oder/und Durchgangsstädte wie Fester Platz Verdun, Fester Platz Toul, Fester Platz Épinal, Laon, Fester Platz Belfort, Nancy, Reims (Fort de la Pompelle) etc. mit einem Ring aus Forts, Zwischenwerken, Infanteriewerken (Ouvrages und Ouvrages d’infanterie) sowie zwischengelagerten Batterien versehen. Die einzelnen Anlagen waren im Regelfall mit möglichst vielen anschließenden Anlagen per Sichtkontakt zur Kommunikation via Lichtsignalen verbunden. Zwischen den Anlagen an sich und der vom Gürtel umgebenen Stadt, bestand ein – häufig gut ausgebautes – Feldbahnnetz. Zwischen den größeren Festungsringen wurden in unterschiedlichen Abständen ebenfalls Forts und Zwischenwerke angelegt, auch diese meist in Sichtverbindung zu den benachbarten Anlagen. In Einzelfällen wurden ganze Ortschaften wegen ihrer günstigen Lage zur Verteidigungsanlage ausgebaut, Villey-le-Sec bei Toul ist hier ein eindrucksvolles Beispiel.

## Drei Bautypen
Es können drei Typen unterschieden werden:
- fort d’arrêt (9 im Norden, 2 im Süd-Osten) (= Sperrfort)
- fort de rideau (oder fort de liaison) (= Linienfort oder Verbindungsfort)
- fort de place (oder fort de ceinture) (= Fort eines Festungsgürtels)

Außerdem kann zwischen Forts, die ihren Originalzustand behielten, und solchen, die nachträglich verstärkt wurden, unterschieden werden.
Das fort d’arrêt war oft ein großes Fort. Es war per definitionem vom übrigen System isoliert. Es musste deshalb völlig autonom und autark sein und sich selbst alleine verteidigen können; es musste in alle Richtungen schießen können. Es war dazu bestimmt,  den Vormarsch feindlicher Truppen zu verlangsamen, so dass französische Truppen Zeit gewannen, um eine neue Verteidigungslinie zu schaffen. Die beiden anderen Fort-Typen konnten auf die Hilfe ihrer Nachbar-Forts zählen und brauchten sich nicht rundum zu verteidigen, sondern nur zu einer Seite hin. Auf dieser Seite war die Artillerie konzentriert.
Mit Blick auf die Lage im Gelände sind ebenfalls drei Typen zu unterscheiden:
- massives Fort und Artillerie dicht über dem Boden
- Artillerie hoch über dem Boden
- flaches Fort (auf einem Bergkamm – vor allem Fort d’Uxegney)

Ein großes Fort kostete 2 bis 2,5 Millionen Francs d’Or; ein zweitrangiges etwa 1,5 Millionen.

## Modernisierung / Verstärkung
Als neue Explosivstoffe entdeckt und in den genannten Brisanzgranaten verwendet wurden – vor allem Pikrinsäure (TNP), der Vorläufer des TNT – wurde dies in Frankreich La crise de l'obus torpille, in Deutschland Brisanzgranatenkrise genannt. Die französische Armee beschoss 1886 testweise das Fort de la Malmaison und musste feststellen, dass praktisch jedes Mauerwerk beschädigt oder zerstört wurde. Die für am wichtigsten gehaltenen Forts wurden modernisiert. An einigen Stellen wurden Platten aus hartem Beton gegossen; in einigen Fällen wurden Kasernen ganz aus Beton gebaut und die alten gemauerten daneben stehen gelassen. Bei den Versuchen hatte sich auch gezeigt, dass die Pulver- und Munitionsmagazine nicht mehr sicher waren. Neue wurden tiefer in den Untergrund gebaut (genannt magasin sous roc oder magasin caverne); eine andere Möglichkeit war es, die Munition in den Gebäuden verteilt zu lagern.
Einige Forts erhielten neue Eingänge, die tiefer lagen (in den Gräben) und besser gegen Beschuss gesichert waren (entrées de guerre). Alle modernisierten Forts erhielten auch eigene Generatoren zur Stromerzeugung. Die Ausgucke der Forts sahen aus wie große Glocken aus Beton. Es gab auch kleine Türme für MGs und für Wurfgeräte (projecteurs). Viele Panzerkuppeln waren versenkbar.

### Letzte Arbeiten während der Schlachten
Ausgenommen in der Schlacht um Verdun nahmen nur wenige Forts der Barrière de Fer an den Kämpfen teil. Die Soldaten, die in den älteren Forts von Verdun einem Trommelfeuer von Geschossen ausgesetzt waren, fürchteten um die Widerstandskraft des Betons und begannen sich einzugraben. Sie gruben unter den Forts tiefe und geräumige Netze von Galerien und Räumen. Bei dieser Gelegenheit bauten sie auch neue Ausgänge – weiter hinten und weniger exponiert – und neue Kampfstellungen, speziell leicht gepanzerte Kasematten für MGs. Diese Arbeiten nannte man travaux de 17 (weil die meisten von ihnen 1917 stattfanden). Sie nahmen Entwicklungen im Festungsbau vorweg, die man später – 1930 – bei der Maginotlinie wiederfand.

## Bedeutung im Ersten Weltkrieg
Der deutsche Vorstoß verfing sich, anders als im Zweiten Weltkrieg, sehr stark im Festungsring und führte zu Schlachten wie der um Verdun. Auch an vielen anderen Stellen konnten die deutschen Truppen nur den ersten Streifen der Befestigungen durchdringen. Ein rascher Vorstoß wie gegen die belgischen Anlagen im Zuge des Schlieffen-Planes und deren Wegnahme konnte nicht realisiert werden, da zunächst nur mit schwachen Verbänden angegriffen wurde. Später machte sich die steigende Materialknappheit vor allem auf der deutschen Seite stark bemerkbar, obgleich die französischen Anlagen teilweise außer Dienst gestellt und sogar abgerüstet waren.

## Bedeutung zwischen den Kriegen
Nach der Kapitulation des Deutschen Reiches und dem sog. Friedensvertrag von Versailles wurden die meisten Anlagen abgerüstet oder als Materiallager verwendet. Besonders Metalle waren nach dem Krieg Mangelware und diese waren in beträchtlichen Mengen in den Anlagen verbaut.

## Bedeutung im Zweiten Weltkrieg
Teilweise wurden die Anlagen wieder als zweite Linie oder Kasernen genutzt. Die meisten waren durch den Beschuss im Ersten Weltkrieg jedoch so stark beschädigt, dass sie nicht mehr zu gebrauchen waren. Es gibt jedoch mehrere Ausnahmen, so das bis heute gut erhaltene Fort d’Uxegney oder das Fort de Seclin; letzteres diente im Zweiten Weltkrieg deutschen Truppen als Kaserne und als Armee-Hauptquartier.

## Heute
Heute existieren noch viele Anlagen. Einige sind durch die Besitzer oder Trägervereine zur Besichtigung freigegeben, besonders letztere bieten auch Führungen an. Viele jedoch sind in Privatbesitz oder militärisches Gelände, einem Besuch sollte auf jeden Fall eine Genehmigung durch den Eigentümer vorangehen. Einige werden als Ziele für Artillerie- und Infanterieübungen verwendet oder aber in der Champagne auch als Weinkeller. Im Fort de Seclin befindet sich ein Museum.

## Liste der einzelnen Befestigungsanlagen
A
- Abri caverne
- Fort d’Arches

B
- Fort des Basses Perches
- Batterie de Sathonay
- Batterie de Sermenaz
- Fort de Beauregard (Besançon)
- Fort de Beauregard (Fénay)
- Place fortifiée de Belfort
- Fort de Bessoncourt
- Fort de Blénod
- Fort de Bois l’Abbé
- Fort de Bois-d’Arcy
- Fort du Bois d’Oye
- Fort de Bondues
- Borne de propriété militaire
- Fort de Bourlémont
- Batterie de Bouviers
- Batterie du Ravin de Bouviers
- Fort de Bregille
- Fort de Brimont
- Fort de Brescou
- Fort de Bron
- Fort du Bruissin
- Fort de Bruley
- Butte-Pinson

C
- Fort du Camp des romains
- Batterie des Carrières
- Fort Catinat du Larmont supérieur
- Ceinture de Lyon
- Fort de Chelles
- Fort de Châtillon
- Fort de Comboire
- Fort de Condé
- Fort de Corbas
- Fort de Cormeilles-en-Parisis
- Fort de la Croix-de-Bretagne
- Fort de la Crèche
- Batterie de Cuguret
- Ouvrage de Chèvremont

D
- Place fortifiée de Dijon
- Fort de Domgermain

E
- Fort d’Écrouves
- Place fortifiée d’Épinal

F
- Fort de Feyzin
- Fort de Champvillard
- Fort de Côte-Lorette
- Fort de Vancia
- Fort du Mont Chauve

G
- Fort de Girancourt
- Fort de Giromagny
- Fort de Gondreville
- Ceinture fortifiée de Grenoble

H
- Fort du Haut-Buc
- Rideau de la Haute Moselle
- Fort des Hautes Perches
- Fort d’Hauteville
- Fort d’Hirson

I
- Fort de l’Infernet

J
- Fort de Joux
- Redoute de la Justice

L
- Point d’appui de Las Planas

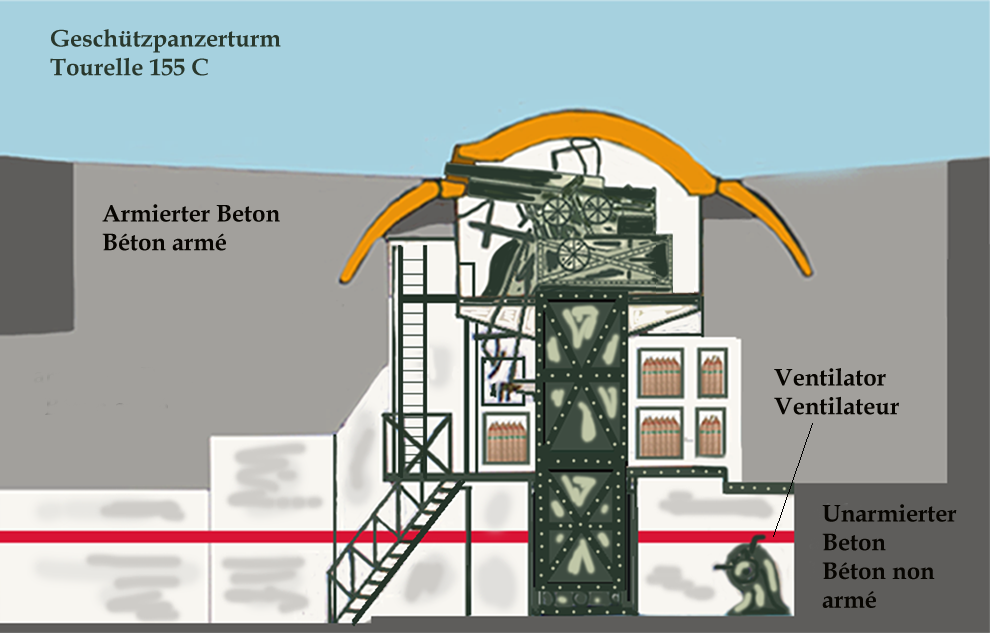
Geschützpanzerturm „Tourelle de 155 C“

- Fort Lachaux, Teil der Môle défensif du Lomont
- Fort de Liouville
- Fort du Lomont, Teil der Môle défensif du Lomont
- Môle défensif du Lomont
- Fort de Lucey

M
- Fort de la Malmaison
- Fort de Manonviller
- Magasin-caverne
- Fort de Meyzieu
- Ouvrage du Monceau
- Fort de Mons
- Fort du Mont Bart, Teil der Môle défensif du Lomont
- Position du Mont des Fourches
- Fort du Mont Vaudois
- Fort des Montboucons
- Fort du Mûrier

P
- Fort de Palaiseau
- Point d’appui de Pelousette
- Fort de Planoise
- Fort de la Pompelle
- Fort du Parmont

R
- Redoutes de Neyron
- Fort de la Revère
- Fort du Risoux
- Batterie des Roches, Teil der Môle défensif du Lomont
- Fort de Roppe

S
- Redoute de Saint-Apollinaire
- Fort de Saint-Cyr
- Fort du Saint-Eynard
- Fort du Saint-Michel (Toul)
- Fort du Saint-Michel (Verdun)
- Fort de Saint-Priest
- Fort du Salbert
- Fort de Servance
- Fort des Sartelles
- Fort de Seclin
- Fort de Sucy

T
- Ouvrage de Thiaumont
- Fort du Tillot
- Place fortifiée de Toul
- Fort de Toulbroc’h
- Tourelle de 75 mm R modèle 1905
- Tourelle de mitrailleuses modèle 1899
- Fort de Tournoux
- Fort de Trondes
- Fort du Trou-d’Enfer
- Fort de Troyon
- Fort du Télégraphe

U
- Fort d’Uxegney

V
- Fort de Vaujours
- Fort de Vaux
- Fort du Mont Verdun
- Fort du Vieux-Canton
- Fort de Villeras
- Fort de Villey-le-Sec
- Fort de Vézelois

Z
- Batterie de Zuydcoote

Môle défensif du Lomont